# Podprefektura Hachijō
Podprefektura Hachijō (jap. 八丈支庁 Hachijō-shichō) – podprefektura w Japonii, w prefekturze metropolitarnej Tokio. Ma powierzchnię 83,01 km². W 2020 r. mieszkało w niej 7 217 osób, w 3 884 gospodarstwach domowych  (w 2010 r. 8 423 osoby, w 4 211 gospodarstwach domowych).
W skład podprefektury wchodzą miasta i wioski:
- Hachijō
- Aogashima

Do terenów podprefektury zalicza się też cztery niezamieszkane wyspy: Beyonēsu-retsugan, Sumisu-tō, Tori-shima, Sōfu-gan.